# Zapadnoškotski bijeli terijer
Zapadnoškotski bijeli terijer, poznat i kao Westie, je vrsta psa poznatog po svojoj živahnosti, odvažnosti i potpuno bijeloj dlaci. Izuzetno je prijateljskog ponašanja, pogotovo prema starijoj djeci, ali zahtijeva i puno pažnje. U svijetu je poznat kao maskota škotskog whiskyja Black & White i kao logo za Cesar hranu za pse. Mnogi vjeruju da je nastao križanjem škotskog terijera i Cairna.

## Izgled
Westie ima tamne, sjajne oči koje imaju prodorni pogled. Uši su mu male i uzdignute dajući psu izgled spremnosti za svaku situaciju. Težina odraslog psa muškog spola je od 6,8 do 9 kg, a za ženskog od 6 do 7,2 kg.
Naraste od 23 do 28 cm. Rep mu je uvijek uspravan. Unutrašnjost dlake mu je gusta i meka, a prema vani postaje gruba i zahtjeva redovito češljanje. Dlaka mu je srednje duljine i umjereno kudrava, čupava i treba ju redovito šišati. Mnogi vlasnici dlaku oko lica ostavljaju dugu tako da izgleda kao lavlja griva. 

### Ponašanje
Ova je pasmina puna energije i upornosti. Vrlo su razdragani, veseli, pametni i znatiželjni te donose radost u svaki dom. Radi svog temperamenta Westieja opisuju i kao "velikog psa u malom tijelu". Uvijek je na oprezu i može se smatrati psom-čuvarom, iako radi svoje veličine ne djeluje zastrašujuće. Ako ga se draži i provocira, reagira režanjem pa čak i ugrizom. Kada su mu rep i uši spušteni, Westie je zadovoljan, odnosno prilično sretan zbog nečega. To bi moglo biti dolazak vlasnika, žvakanje omiljene igračke ili jedenje. Izuzetno je društven s ostalim životinjama iako se "upoznavanje" s domaćim ljubimcima, uključujući i mačku, mora izvesti s dodatnim oprezom, premda se brzo privikne. Kako Westie spada među lovačke pse, potreban mu je veći prostor za trčanje i igru, ali unatoč tome, vrlo se brzo privikavaju i na male prostore, stanove. I u putovanjima je dobar suputnik jer se lako prilagodi na nove situacije i ljude. Radi svoje energije brzo se umori te više puta na dan drijema. Kao i ostali psi, puno bolje reagira na ljubav i pažnju nego na okrutnost. Vrlo su tvrdoglavi i učinit će sve što je u njihovoj moći da nametnu svoju volju.

### Njega i zdravlje
Westie je skloniji suhoj dlaci pa često kupanje može iritirati kožu. Kupanje jednom mjesečno ili rjeđe neće izazvati probleme. Potrebno je češće češljanje kako bi se dlaka održala prirodna i čista.  
Češću higijenu zahtijevaju unutrašnjost ušiju te oči kako bi se izbjegla infekcija. Kao i ostalim psima, Westieju je potrebno oko 13 sati spavanja na dan. Lako će se prilagoditi ritmu spavanja svojih vlasnika. Kada postanu neovisniji, Westieji mogu provesti jedno vrijeme sami. Dlaka se linja uglavnom u proljeće. U ostalim godišnjim dobima linja se vrlo malo.

## Vanjske poveznice
|  | Zajednički poslužitelj ima stranicu o temi Zapadnoškotski bijeli terijer    |
|  | Zajednički poslužitelj ima još gradiva o temi Zapadnoškotski bijeli terijer |